# Быстрянка (приток Петлянки)
Быстрянка (устар. Коскелан-йоки, фин. Koskelanjoki) — река в России, протекает по Ленинградской области. Длина реки — 15 км.
Река берёт начало из озера Исток на высоте 68 м над уровнем моря. Устье реки находится на 8,5 км правого берега реки Петлянки на высоте 17,6 м над уровнем моря.

## Данные водного реестра
По данным государственного водного реестра России относится к Балтийскому бассейновому округу, водохозяйственный участок реки — Реки и озера бассейна Финского залива от границы РФ с Финляндией до северной границы бассейна р. Нева, речной подбассейн реки — Нева и реки бассейна Ладожского озера (без подбассейна Свирь и Волхов, российская часть бассейнов). Относится к речному бассейну реки Нева (включая бассейны рек Онежского и Ладожского озера).
Код объекта в государственном водном реестре — 01040300512102000008294.